# Hex
A Hex egy szlovák pop-rock együttes, amit 1989-ben alakított meg Pozsonyban Peter 'Ďuďo' Dudák, Tomáš 'Yxo' Dohňanský, Jozef 'Jožko' Juríčka, Peter Slameň és Martin 'Fefe' Žúži.

## Tagok
- Peter "Ďuďo" Dudák - ének, gitár, billentyű
- Tomáš "Yxo" Dohňanský - basszusgitár
- Martin "Fefe" Žúži - szólógitár, szöveg
- Tibor "Tybyke" Szabados -  dobok, vokál
- Martin Čorej - billentyű
- Jožko Juríčka - billentyű

## Albumok
- Ježiš Kristus nosí krátke nohavice (1992)
- Abrakadabra (1993)
- Hex (1994)
- Ultrapop (1997)
- Supermarket (1999)
- Víkend (2002)
- Nikdy nebolo lepšie (2006)
- Ty a ja (2010)
- Tebe (2017)
- Kde je tu láska? (2023)

## Külső hivatkozások
- A Hex hivatalos honlapja (szlovák nyelven)

## Fordítás
- Ez a szócikk részben vagy egészben  a   Hex (slovenská skupina) című szlovák Wikipédia-szócikk ezen változatának fordításán alapul.  Az eredeti cikk szerkesztőit annak laptörténete sorolja fel. Ez a jelzés csupán a megfogalmazás eredetét és a szerzői jogokat jelzi, nem szolgál a cikkben szereplő információk forrásmegjelöléseként.